# Prague (Nebraska)
Prague és una població dels Estats Units a l'estat de Nebraska. Segons el cens del 2000 tenia 346 habitants.

## Demografia
Segons el cens del 2000, Prague tenia 346 habitants, 136 habitatges, i 91 famílies. La densitat de població era de 494,8 habitants per km².
Dels 136 habitatges en un 33,8% hi vivien nens de menys de 18 anys, en un 58,8% hi vivien parelles casades, en un 5,9% dones solteres, i en un 32,4% no eren unitats familiars. En el 30,9% dels habitatges hi vivien persones soles el 17,6% de les quals corresponia a persones de 65 anys o més que vivien soles. El nombre mitjà de persones vivint en cada habitatge era de 2,54 i el nombre mitjà de persones que vivien en cada família era de 3,24.
Per edats la població es repartia de la següent manera: un 31,2% tenia menys de 18 anys, un 3,5% entre 18 i 24, un 26,3% entre 25 i 44, un 17,1% de 45 a 60 i un 22% 65 anys o més.
L'edat mediana era de 37 anys. Per cada 100 dones de 18 o més anys hi havia 98,3 homes.
La renda mediana per habitatge era de 33.393 $ i la renda mediana per família de 41.458 $. Els homes tenien una renda mediana de 32.083 $ mentre que les dones 19.688 $. La renda per capita de la població era de 13.395 $. Aproximadament el 7,2% de les famílies i el 6,9% de la població estaven per davall del llindar de pobresa.

## Poblacions més properes
El següent diagrama mostra les poblacions més properes.